# Виктория Фарнезе (герцогиня Урбино)
Викто́рия Фарне́зе (итал. Vittoria Farnese), она же принцесса Викто́рия Па́рмская (итал. Vittoria, Principessa di Parma), в замужестве Викто́рия Фарне́зе де́лла Ро́вере (итал. Vittoria Farnese della Rovere; 1519, Валентано, Папское государство — 13 декабря 1602, Пезаро, Урбинское герцогство) — принцесса из дома Фарнезе, дочь Пьерлуиджи, герцога Пармы и Пьяченцы. Вторая жена герцога Гвидобальдо II; в замужестве — герцогиня Урбино.

## Биография

### Семья и ранние годы
Родилась в 1519 году в замке Валентано. Она была первым ребёнком и единственной дочерью Пьерлуиджи Фарнезе, герцога Кастро, герцога Пармы и Пьяченцы и его супруги Джероламы Орсини. По отцовской линии приходилась внучкой римскому папе Павлу III, в миру Алессандро Фарнезе, и Сильвии Руффини. По материнской линии была внучкой кондотьера Лудовико Орсини, графа Питильяно и Джулии Конти. Виктория росла в замке Градоли и воспитывалась матерью , почти не видя отца, который находился в военных походах. Она получила хорошее домашнее образование.

### Матримониальные планы
Проектами замужества Виктории занимались её дед по отцовской линии, римский папа Павел III и брат, кардинал Алессандро Фарнезе. Попытка выдать принцессу замуж за члена королевского дома Франции успеха не имела. Как не имели успеха и проекты замужества Виктории на флорентийском герцоге Козимо Медичи, палианском герцоге Фабрицио Колонна и савойском герцоге Эммануиле Филиберте. В 1539 году, после смерти императрицы Изабеллы, семья предложила её в жёны императору Карлу V.
Принцессе было под тридцать лет, когда очередной матримониальный проект родителей, наконец, оказался успешным. В феврале 1547 года овдовел урбинский герцог Гвидобальдо II делла Ровере. Похоронив супругу Джулию да Варано, в приданное от которой ему досталось герцогство Камерино, но не осталось наследника мужского пола, он стал готовиться к новому браку. Переговоры о замужестве Виктории с герцогом вели кардиналы Алессандро Фарнезе и Эрколе Гонзага. Представитель Гвидобальдо II в Риме описал Викторию, как скромную, благочестивую и милостивую к бедным девушку. Семья невесты дала за ней приданое в 60 000 дукатов, а также драгоценности, золотые и серебряные изделия на сумму в 20 000 дукатов. Брак по доверенности был заключён в Риме 29 июня 1547 года; жених в это время находился на службе у Венецианской республики.

### Брак и потомство
В Урбино 30 января 1548 года состоялась официальная свадьба Виктории Фарнезе и герцога Гвидобальдо II делла Ровере. От первого брака герцог имел дочь Вирджинию. Виктория родила мужу пятерых детей, из которых выжили трое — сын и две дочери:
- Франческо Мария (20.02.1549 — 23.04.1631), с 1623 года герцог Урбино под именем Франческо Марии II, сочетался в 1570 году первым браком с Лукрецией д’Эсте (16.12.1535 — 12.02.1598), дочерью Эрколе II, герцога Феррары, Модены и Реджо; в 1599 году вторым браком с Ливией делла Ровере (16.12.1585 — 06.07.1641), дочерью Ипполито делла Ровере[итал.], маркграфа Сан-Лоренцо-ин-Кампо;
- Изабелла[итал.] (1554 — 06.07.1619), в 1565 году сочеталась браком с Никколо Бернардино Снасеверино (1541 — 21.11.1606), князем Бизиньяно, герцогом Сан-Марко, Сан-Пьетро-ин-Калабрия, Корильяно, графом Трикарико, Кьяромонте, Альтомонте[8];
- Лавиния Фельтрия[итал.] (16.01.1558/1559 — 07.06.1632), в 1583 году сочеталась браком с Альфонсо Феличе д’Авалосом (1564 — 1593), маркграфом Дель Васто и Пескары;
- Беатриче, умерла в раннем возрасте;
- Леонора, умерла в раннем возрасте.

Кроме своих детей, герцогиня Виктория вырастила племянниц: Клелию, незаконнорождённую дочь её брата — кардинала Алессандро Фарнезе и Лавинию, незаконнорождённую дочь её другого брата — герцога Оттавио Фарнезе. Она также позаботилась о воспитании и образовании Ипполито и Джулиано, незаконнорождённых сыновей её деверя — кардинала Джулио делла Ровере.

### Герцогиня
Вскоре после свадьбы супруг подарил Виктории Фарнезе  замок Градара, которым она владела до смерти мужа в 1574 году. В 1552 году она попыталась реформировать муниципальный устав, данный городку ещё в 1363 году семьёй Малатеста, бывшими владельцами Градары. По свидетельству современников, герцогиня была хорошо осведомлена обо всех делах во владениях своего супруга и использовала благосклонность деда-понтифика для укрепления положения герцогства. Выступала в роли посредника при решении спорных вопросов между членами семьи. В 1569 году ей удалось убедить деверя, кардинала Джулио делла Ровере уступить герцогство Сора своему племяннику, сыну Виктории. В 1579 году Франческо Мария продал этот феод семье Бонкомпаньи, чтобы погасить часть долгов, доставшихся ему в наследство от покойного отца.
Религиозные взгляды герцогини несколько отличались от ортодоксальных; так, большое значение она уделяла Священному Писанию и придерживалась мнения, что брак выше безбрачия. Во внешней политике Виктория держалась про-имперской ориентации и была сторонницей дома Габсбургов. Ей удалось закрепить за Градарой частичное самоуправление и получить ряд налоговых привилегий. При ней в герцогстве стали производить шёлк. В 1562 году она смогла договориться с восставшими в Губбио, но попытка договориться с восставшими в Урбино в 1572—1573 году закончилась неудачей. Восстание было жестоко подавлено мужем герцогини.
Овдовев, некоторое время Виктория жила при дворе сына. Но из-за возникших между ними разногласий, в июле 1582 года она уехала на родину в Парму, где поддержала племянницу Маргариту Фарнезе после её неудачного замужества с Винченцо Гонзага. В следующем году Виктория выдала замуж младшую дочь, дав за ней приданное в размере 80 000 скудо. Разногласия между ней и сыном-герцогом усилились, и вдовствующая герцогиня в июне 1584 года снова покинула герцогство, в которое вернулась только в марте 1588 года. Она страдала из-за неудачного брака сына. Невестка Виктории, Лукреция д’Эсте была на пятнадцать лет старше Франческо Марии и оказалась бесплодной. Семейные проблемы были и у любимой дочери вдовствующей герцогини. Изабелла страдала от жестоко обращения мужа и часто искала убежища рядом с матерью. Отношения Виктории с другой дочерью, Лавинией также оставались напряжёнными. Викторию поддерживали её брат, кардинал Алессандро Фарнезе и племянницы Клелия и Лавиния, которых она воспитала.
Поздние годы вдовствующей герцогини прошли в Пезаро. Незадолго до смерти здоровье её окончательно расстроилось. Она перестала вмешиваться в правление сына, и отношения между ними приобрели спокойный характер. Виктория Фарнезе умерла в Пезаро 13 декабря 1602 года. Её останки похоронили в местной церкви при обители монахинь Тела Господня.

## В культуре
Виктории Фарнезе были посвящены многочисленные поэтические и прозаические сочинения. Лаура Баттиферри посвятила ей «Семь покаянных псалмов». Гуманист Антонио Бручоли, которого преследовала инквизиция, посвятил ей несколько духовных стихотворений. Известны два портрета Виктории Фарнезе: один кисти круга Тициана находится в Музее изобразительных искусств в Будапеште, другой кисти Камиллы Гверьерри входит в собрания Городского музея Пезаро.